# دوشان ديوريتش
دوشان بريدراغ ديوريتش (بالسويدية: Dusan Djuric)‏ (بالصربية: Душан Ђурић) (مواليد 13 سبتمبر 1984) هو لاعب كرة قدم سويدي من أصل صربي ، يجيد اللعب في مركز خط الوسط الهجومي ، ويلعب أيضًا كجناح هجومي أيمن أو أيسر ، ويلعب حاليًا لنادي دالكورد السويدي.

## بطولات وإنجازات اللاعب

### زيوريخ
- دوري السوبر السويسري: 2008–2009

## روابط خارجية
- Dušan Djurić
- دوشان ديوريتش على موقع اتحاد السويد (السويدية)
- دوشان ديوريتش على موقع قاعدة بيانات كرة القدم.إي يو (الإنجليزية)
- دوشان ديوريتش على موقع ناشيونال فوتبول تيمز (الإنجليزية)
- دوشان ديوريتش على موقع Soccerway.com (الإنجليزية)
- دوشان ديوريتش على موقع عالم كرة القدم.نت (الإنجليزية)
- دوشان ديوريتش على موقع AS.com (الإسبانية)